# Сереціка-Ноуе
Сереціка-Ноуе (рум. Sărățica Nouă) — село в Леовському районі Молдови. Адміністративний центр однойменної комуни, до складу якої також входить село Кимпул-Дрепт.